# اویداد الما
وداد الما (فرانسوی: Ouidad Elma‎؛ زادهٔ ۲ اکتبر ۱۹۹۲، ریف، مراکش) بازیگر اهل فرانسه است.
از فیلم‌ها یا برنامه‌های تلویزیونی که وی در آنها نقش داشته‌است می‌توان به امین و آخرین مزدور اشاره کرد.